# I Rise
«I Rise» (с англ. — «Я поднимаюсь, я восстаю») — песня американской певицы и автора песен Мадонны, выпущенная 3 мая 2019 года как первый промосингл с четырнадцатого студийного альбома Madame X.
Ремикс Трейси Янг на песню получил премию «Грэмми» как лучший ремикс.

## История создания и релиза
В преддверии полноценного релиза альбома цифровые и стриминговые сервисы выпустили ещё три песни, сопровождающие цикл выхода альбома: «I Rise» — 3 мая, «Future» — 17 мая и «Dark Ballet» — 7 июня.
«I Rise» — первый промосингл. Его характеризовали как «мощный и возвышенный гимн», рассказывающий о том, как выжить и возвыситься над невзгодами, порождаемыми социумом современного мира, и как «возможность быть услышанным для всех маргинализируемых людей, которые чувствуют, что у них нет возможности высказать свое мнение», — так говорила Мадонна. Песня содержит разговорное вступление, взятое из речи общественного деятеля, выступавшей за более строгий надзор за оборотом оружия, Эммы Гонзалез (февраль 2018 года), выжившей во время стрельбы в средней школе Марджори Стоуман Дуглас, и ставшей впоследствии соучредителем комитета Never Again MSD (англ. Никогда больше MSD).

## Коммерческий успех
Песня дебютировала на 26-м месте в танцевальном чарте Dance Club Songs журнала Billboard, став там 65-м хитом Мадонны и позднее её 48-м чарттоппером (в августе 2019 года). 13 июля 2019 песня дебютировал на 37-м месте в чарте Dance/Mix Show Airplay (Billboard), где стала 15-м хитом певицы в нём и первым после 2015 года («Living for Love»).

## Список композиций
| №  | Название | Длительность |
| -- | -------- | ------------ |
| 1. | «I Rise» | 3:44         |

| №  | Название                | Длительность |
| -- | ----------------------- | ------------ |
| 1. | «I Rise»                | 3:44         |
| 2. | «I Rise» (instrumental) | 3:44         |

| №  | Название                                         | Длительность |
| -- | ------------------------------------------------ | ------------ |
| 1. | «I Rise» (Tracy Young's Pride Extended Remix)    | 6:31         |
| 2. | «I Rise» (Tracy Young's Pride Dub)               | 6:31         |
| 3. | «I Rise» (Tracy Young's Pride Intro Radio Remix) | 3:50         |

| №  | Название                                 | Длительность |
| -- | ---------------------------------------- | ------------ |
| 1. | «I Rise» (DJLW Remix)                    | 4:36         |
| 2. | «I Rise» (Kue Drops The Funk Remix)      | 5:56         |
| 3. | «I Rise» (Offer Nissim Remix)            | 6:56         |
| 4. | «I Rise» (Thomas Gold Remix)             | 3:17         |
| 5. | «I Rise» (Daybreakers Remix)             | 5:24         |
| 6. | «I Rise» (Dj Irene & The Alliance Remix) | 3:50         |

| №  | Название                                      | Длительность |
| -- | --------------------------------------------- | ------------ |
| 1. | «I Rise» (Tracy Young's Pride Extended Remix) | 6:31         |
| 2. | «I Rise» (Kue Drops The Funk Remix)           | 5:56         |
| 3. | «I Rise» (Daybreakers Remix)                  | 5:24         |
| 4. | «I Rise» (Thomas Gold Remix)                  | 3:17         |
| 5. | «I Rise» (DJLW Remix)                         | 4:36         |
| 6. | «I Rise» (Offer Nissim Remix)                 | 6:56         |

## Участники записи
По данным Tidal.
- Мадонна — вокал, автор, продюсирование
- Эмма Гонсалес[англ.] — вокал
- Джейсон Эвиган[англ.] — продюсирование
- Бриттани Талия Хазард[англ.] — автор

## Чарты
| Чарт (2019)                            | Высшая позиция |
| -------------------------------------- | -------------- |
| Хорватия (HRT)                         | 95             |
| Финляндия, Digital Songs (Billboard)   | 4              |
| Франция, Downloads (SNEP)              | 22             |
| Греция, Digital Songs (Billboard)      | 9              |
| Венгрия (Single Top 40)                | 27             |
| Шотландия (OCC Scotland)               | 45             |
| UK Downloads (Official Charts Company) | 40             |
| США (Billboard Dance/Mix Show Airplay) | 37             |
| США (Billboard Dance Club Songs)       | 1              |